# NGC 831
NGC 831 é uma galáxia espiral (S?) localizada na direcção da constelação de Cetus. Possui uma declinação de +06° 05' 48" e uma ascensão recta de 2 horas, 9 minutos e 34,5 segundos.
A galáxia NGC 831 foi descoberta em 18 de Novembro de 1863 por Albert Marth.